# Arheološka zona (Marija Gorica)
Arheološka zona u mjestu Križ Brdovečki i gradu Marija Gorica sadržava naselje iz starijeg željeznog doba. Ovo arheološko nalazište se nalazi na prostranom uzvišenju strateškog značaja iznad Savske doline s kojeg se pruža pogled na Samoborsko gorje, Žumberak, dolinu Sutle i Krško polje. Na lokalitetu su pronađeni ostaci naseobinskih objekata s očuvanim podnicama prapovijesnih kuća i vrijednim pokretnim arheološkim materijalom koji pripada kasnom brončanom i starijem željeznom dobu (9. – 3. st pr. Kr.) Posebno je značajan nalaz kneževskog groba s ostacima kneževske opreme i konjske orme.

## Zaštita
Pod oznakom Z-1136 zaveden je kao nepokretno kulturno dobro - pojedinačno, pravna statusa zaštićena kulturnog dobra, klasificirano kao "kopnena arheološka zona/nalazište".